# Uitkeringswet Indische geïnterneerden
De Uitkeringswet Indische geïnterneerden omschreef de regeling omtrent een eenmalige uitkering aan bepaalde door de Japanners in Azië geïnterneerden en hun weduwen. De wet was bedoeld om een voorziening te treffen voor voldoening voor Nederlandse rekening van een eenmalige uitkering aan een bepaalde groep tijdens de Tweede Wereldoorlog door de Japanners in Azië geïnterneerden en in bepaalde gevallen aan hun weduwen. Deze groep betrof de geïnterneerden die bij de uitvoering door Nederland van artikel 16 van het Vredesverdrag met Japan (Tractatenblad 1952, no. 91) of bij de uitvoering van het Stikker-Joshida Akkoord (Tractatenblad 1956, no. 28) voor een uitkering in aanmerking waren of zouden zijn gebracht en die als gevolg van de Japanse bezetting inkomsten uit arbeid of bedrijf, die zij op het tijdstip van de bezetting van Nederlands-Indië door Japan genoten door krijgsgevangenschap of internering hadden gederfd.
Deze wet trad in werking op 30 juli 1981 en verviel op 14 november 2007.